# Begoña
Begoña is een metrostation in het stadsdeel Fuencarral-El Pardo van de Spaanse hoofdstad Madrid. Het station werd geopend op 10 juni 1982 en wordt bediend door lijn 10 van de metro van Madrid.